# ژیار ناد هرنم
ژیار ناد هرنم (به آلمانی: Heiligenkreuz) یک شهرک در اسلواکی با جمعیت ۱۹٬۷۵۰ نفر است که در Žiar nad Hronom District واقع شده‌است.